# Projekt (zarządzanie)
Projekt – zbiór aktywności charakteryzujący się następującymi cechami:
- są ze sobą powiązane w złożony sposób,
- zmierzają do osiągnięcia celu, często poprzez wytworzenie unikatowego produktu, usługi bądź rezultatu,
- mają zaplanowany z góry początek i koniec.

Inna definicja projektu to:
- zorganizowane ciągi działań ludzkich,
- zmierzające do osiągnięcia założonego wyniku,
- zawarte w skończonym przedziale czasu z wyróżnionym początkiem i końcem,
- realizowane najczęściej zespołowo,
- z wykorzystaniem skończonej ilości zasobów.

czyli w zarządzaniu projekty to przedsięwzięcia:
- jednorazowe,
- niepowtarzalne,
- złożone.

## Charakterystyka
Projekt często przeciwstawiany jest, z punktu widzenia nauki o zarządzaniu, procesom związanym z utrzymaniem produkcji lub zapewnieniem usług. Procesy te mają charakter ciągły i często są nazywane działaniami operacyjnymi, natomiast dziedzina wiedzy zajmująca się nimi to zarządzanie operacjami. Z drugiej strony projekt jest przedsięwzięciem unikalnym i zazwyczaj jego kontynuacją są działania operacyjne związane z zapewnieniem utrzymania produktów lub usług będących wynikiem projektu.
Na przykład wdrożenie do produkcji nowego urządzenia będzie miało cechy projektu, podczas gdy sam proces produkcji rzadko ma cechy projektu z uwagi na często występującą jego powtarzalność.
Innym przykładem jest opracowanie programu komputerowego, które z uwagi na unikalność jest projektem. Jednak zapewnienie obsługi użytkownikom programu (ang. maintenance) ma zazwyczaj charakter ciągły i nie jest projektem w rozumieniu współczesnych standardów.
Z uwagi na znaczny wzrost znaczenia projektów we współczesnych organizacjach, w ciągu ostatnich kilkudziesięciu lat nastąpił rozwój dziedziny nauki o zarządzaniu zwanej zarządzaniem projektami (ang. Project Management).
Standardowo projekt dzieli się na fazy, jak np.: inicjacja, planowanie, realizacja, zakończenie i ocena. Niektóre fazy mogą się powtarzać wielokrotnie, mówimy wtedy, że w projekcie może występować wiele iteracji. Różne standardy zarządzania projektami precyzują sposób podejścia do realizacji projektu, określają procesy oraz procedury związane z realizacją projektu oraz podają tzw. dobre praktyki, których stosowanie wspiera skuteczne osiąganie celów projektu.
Standardy dotyczące zarządzania projektami (zwane metodyką) tworzone są często w sposób uniwersalny, niezależnie od dziedziny w której projekt jest wykonywany, przez co sposób prowadzenia projektu jest podobny w budownictwie, informatyce, ekonomii itp.
Standardy dotyczące zarządzania projektami mogą być również tworzone dla specyficznych dziedzin (wtedy zwane metodologią) związanych z prowadzonymi projektami (np. metodologia wdrażania oprogramowania, wdrażania produktów, przygotowywania linii produkcyjnych, optymalizacji procesów biznesowych, reorganizacji firm). Zaletą takich standardów jest objęcie bardziej złożonych aspektów projektów specyficznych dla danej dziedziny działalności, które nie mogą być objęte standardami uniwersalnymi. Standardy dostosowane do specyficznej dziedziny realizacji projektu są budowane najczęściej na bazie standardów uniwersalnych.
Często pojęcia metodyki oraz metodologii są błędnie używane zamiennie.

### Programy projektowe
Istnieje szereg programów projektowych, które na co dzień pomagają współczesnym organizacjom przez swoją prostotę i czytelność w zarządzaniu projektami oraz wszystkimi procesami wewnętrznymi firmy.

### Darmowe oprogramowanie projektowe
- Qlik Sense[2]
- Gantt Project[3]
- Firmao[4]

## Standardy i metodyki zarządzania projektami
- PMI / PMBOK
- TenStep
- PRINCE2
- Scrum
- Extreme project management (XP)
- XPrince
- Stage-Gate[5]